# Sdrawko Lasarow
Sdrawko Lasarow (bulgarisch Здравко Лазаров) (* 20. Februar 1976 in Septemwri, Bulgarien) ist ein ehemaliger bulgarischer Fußballnationalspieler.

## Karriere
Lasarow begann seine Karriere in der lokalen Fußballmannschaft Lokomotiv seiner Heimatstadt Septemwri. Nach dieser Station spielte er für Jantra Gabrowo. Nach zwei guten Spielzeiten wechselte er zu dem bulgarischen Spitzenverein ZSKA Sofia. Da er dort mit seinen Leistungen nicht beeindrucken konnte, wurde er an Minjor Pernik verkauft. Im Juni 1998 unterzeichnete Lasarow bei einem anderen bulgarischen Spitzenverein Lewski Sofia. Von 1999 bis 2001 spielte er für Slawia Sofia. Anschließend wechselte er dann in die türkische Süper Lig, wo er für Kocaelispor, Gaziantepspor und Kayseri Erciyesspor antritt. In den sechs Saisons, die er in der Türkei verbrachte, kam er in 202 Spielen zum Einsatz, erzielte 76 Tore und wurde 2002 nationaler Pokalsieger.
Im Juli 2007 kehrte er nach Bulgarien zurück und unterzeichnete dort einen Vertrag bei Slawia Sofia. Nach einer halben Saison, in der er in elf Spielen acht Tore erzielte, wechselte er im Dezember 2007 nach Russland zu Schinnik Jaroslawl.
2008 kehrte er wieder nach Bulgarien zurück und spielte dort wieder für ZSKA Sofia. Er erzielte zwei Tore in 15 Spielen, bis er im Spiel gegen Litex Lowetsch verletzt wurde und sechs Monate lang nicht mehr spielbereit war. Am 11. Juni 2009 wurde sein Vertrag bei ZSKA Sofia nach einem Gespräch mit der Vereinsleitung, mit sofortiger Wirkung aufgelöst.
Am 15. Juni 2009 unterzeichnete er einen Zwei-Jahres-Vertrag bei Tscherno More Warna, wo er die Rückennummer 11 bekam, die damals schon an Georgi Kakalow vergeben war, doch dieser überließ Lasarow die Nummer 11. Sein Debüt für die Mannschaft gab er am 7. Juli in einem Freundschaftsspiel gegen Lewski Sofia.
Im Januar 2010 wechselte er ablösefrei zu Lokomotive Plowdiw. Sein Debüt für Plowdiw gab er am 27. Februar, bei einer 2:3-Auswärtsniederlage gegen ZSKA Sofia. Am 7. August 2012 wurde sein Vertrag aufgelöst und er wechselte zwei Tage danach zum dritten Mal in seiner Karriere zu Slawia Sofia. Nach einem Jahr kehrte er zu Lokomotive Plowdiw zurück. Von 2014 bis 2016 spielt er noch für PFK Montana und eine Saison bei Hebar Pazardzhik. 2018 beendete Lasarow die aktive Karriere bei seinem Heimatverein Lokomotiv Septemwri.

## Erfolge
- Türkischer Pokalsieger: 2002

## Spielweise
Lasarow galt als erfahrener, technisch begabter Angreifer, der sowohl im linken als auch im rechten Flügel spielen kann.